# Lijst van giftige diersoorten
Hieronder een (incomplete) lijst van giftige diersoorten - zowel voor mens als voor andere diersoorten. Een dier met gif - voor welk doel dan ook - valt binnen deze lijst. Deze lijst geeft voor nu dus nog geen volledig beeld maar geeft zo wel een idee welke diersoorten giftig zijn.
Een vergiftiging is het ziek worden en/ of pijn krijgen als gevolg van het eten, drinken, inademen, op de huid of in de ogen krijgen van (te veel van) een schadelijke stof.

## Vergiften van dierlijke oorsprong
- Reptielen
  - gif uit slangen
- kikkers, padden en salamanders (Parotoïden)
  - Batrachotoxine: Gif van pijlgifkikkers
  - gif van de mexicaanse woestijnpad
  - gif van de vuursalamander
- vissen
  - tetrodotoxine (van de kogelvis)
- Insecten
  - cantharidine uit de spaanse vlieg
  - Diamphidiatoxine uit bepaalde kevers van het geslacht diamphidia
  - gif uit een spinnenbeet

## Amfibieën

### Kikkers
parotoïden zijn de gifklieren van amfibieën en worden ook wel oorklieren genoemd.
- Pijlgifkikkers, in huidextracten van kikkers en padden zijn bijna 500 verschillende verbindingen gevonden, behorend tot de alkaloïden.
  - Phyllobates terribilis, is een van de giftigste diersoorten op aarde, het zeer krachtige gif wordt hergebruikt uit opgegeten prooidieren zoals giftige mieren en kevertjes.
  - Gouden pijlgifkikker, het gif van deze kikker is niet zo sterk dat het een mens kan doden, maar vooral in de natuur aangetroffen dieren kunnen behoorlijke irriterende reacties opwekken
- Brachycephalidae, zijn zeer giftig, omdat ze tetrodotoxine afscheiden.
- Padden
  - Gewone pad, de klieren in de huid en met name de parotoïden achter de ogen bevatten stoffen die mild giftig zijn en worden afscheiden bij gevaar, het gif is wit van kleur en heeft een erg bittere smaak.
  - Incilius alvarius, de enorme gifklieren achter de ogen bevatten hetzelfde gif als andere soorten, maar vanwege de hoeveelheid kunnen bijvoorbeeld honden en katten overlijden nadat ze deze pad gebeten hebben.
  - Agapad, de agapad scheidt ter verdediging een giftige stof af uit klieren die zichtbaar zijn als grote 'bulten' achter de ogen die doorlopen naar de schouder, ze worden parotoïden genoemd.
  - Boulengers klompvoetkikker, het zijn een van de weinige niet-Dendrobates soorten die erg giftig zijn, de dieren maken dit zelf niet aan, maar slaan het gif uit prooidieren op in de huid, zoals giftige kevers of mieren.

### Salamanders
Hebben net als kikkers gifklieren, parotoïden.
- Ruwe salamander, de ruwe salamander is dodelijk voor dieren of mensen na inname.
- Vuursalamander, vermoed wordt dat de salamander steeds giftiger wordt naarmate het dier ouder wordt of dat het gif steeds smeriger wordt.

## Neteldieren
- Portugees oorlogsschip, het gif doodt meestal niet, maar veroorzaakt wel veel pijn, en eventueel koorts, een shock, en ademhalingsproblemen
- Brandkoraal, hun neteldraden veroorzaken vaak branderige ontstekingen op de huid.
- Dooskwallen, de dooskwallen die voorkomen in de tropische delen van Australië, Zuidoost-Aziatische landen, zoals de Filipijnen, en Hawaï zijn bijzonder giftig en kunnen mensen doden
  - Irukandji, als men gestoken wordt door de Irukandji, merkt men dat pas als bij het ontstaan van verschijnselen van het steken: lichte jeuk, verlamming en eventueel slecht ademen.
  - Chironex fleckeri, na aanraking van de zeewesp kan men binnen drie minuten overlijden aan het gif.

## Reptielen

### Slangen
- Koraalslangachtigen (Elapidae) zijn een familie van de slangen waarvan alle ongeveer 230 soorten zonder uitzondering giftig zijn. Hieronder vallen onder andere de zeeslangen (onderfamilie Hydrophiinae), de mambas (geslacht Dendroaspis), de cobra's (verschillende geslachten, onder andere Naja en Ophiophagus), de koraalslangen (meerdere geslachten, bekendste is Micrurus), de kraits (geslacht Bungarus).
  - Taipan en inlandtaipan, zijn een van de giftigste slangen van Australië en tevens de wereld.
  - Kaapse cobra, is de giftigste cobra van Afrika.
  - Egyptische cobra, indien de cobra de mens bijt dan wordt 1 op de 3 keer geen gif geïnjecteerd maar als dat wel gebeurt dan heeft dat hachelijke gevolgen.
  - Zwarte mamba, deze slang staat bekend om zijn extreme giftigheid waardoor een beet dodelijk af kan lopen als er niet medisch behandeld wordt. Het gif werkt verlammend en kan de ademhaling stoppen, maar is slechts tijdelijk werkzaam. Nadat de verlammingsverschijnselen zijn verdwenen kan men volledig herstellen.
  - Harlekijnkoraalslang, omdat de harlekijnkoraalslang het gif direct in de ader kan spuiten, en niet zoals veel andere slangen eerst een kauwbeweging moet maken, zijn deze dieren erg gevaarlijk.
- Adders
  - Zaagschubadder, het is een van de beruchtste soorten slangen die ieder jaar veel dodelijke slachtoffers maakt.
  - Lanspuntslang, een beet dient te allen tijde vermeden te worden; deze is onbehandeld vaak dodelijk en een beet veroorzaakt, zelfs na behandeling, ernstige zwellingen.

### Hagedissen
- Mexicaanse korsthagedis, het gif is voor de mens meestal niet dodelijk, het grootste probleem is vaak dat de hagedissen niet meer los willen laten en de kaken gebroken moeten worden.
- Gilamonster, het gif (exenatide) wordt geproduceerd door klieren in de onderkaak en via groeven in de kiezen in de prooi gebracht, en door kauwbewegingen te maken wordt de toegediende hoeveelheid groter.
- Komodovaraan, de varaan heeft een over zes compartimenten verdeelde gifklier aan iedere onderzijde van de kaak.

## Vissen

### Schorpioenvissen
Een steek van de giftige vinstralen in de rugvin is pijnlijk, en kan bij sommige soorten gevaarlijk zijn voor de mens. De doornen van de rug-, buik- en aarsvinnen hebben gifklieren aan de basis.

### Kikvorsvissen
Het geslacht Thalassophryninae is giftig, waarbij vier holle stralen met het gif een pijnlijke wond kunnen veroorzaken.

### Pietermannen
Heeft een zeer giftige stekel op de rug en behoort tot de giftigste dieren van Europa.

### Kogelvissen
Is erg giftig door de aanwezigheid van tetrodotoxine, een verlammend gif.
- onder andere Takifugu, de vis is extreem giftig, maar desondanks toch een delicatesse in de Japanse keuken.
- onder andere Arothron, zeer giftig door het tetrodotoxine in hun lijf dat 10.000 maal zo krachtig is als cyanide.
- onder andere Egelvissen, sommige soorten zijn giftig, vanwege de stof tetrodotoxine in hun huid/of ingewanden.

### Pijlstaartroggen
Contact met de stekel veroorzaakt plaatselijk lichamelijk letsel door de snee zelf, pijn en opzwelling door het gif, en mogelijk een infectie door de delen van de stekel die in de wond zijn achtergebleven en van het zeewater dat de wond is binnengekomen.
- onder andere Rode pijlstaartrog, voor de mens is de rode pijlstaartrog giftig.
- onder andere Amerikaanse pijlstaartrog, de stekel op de staart is giftig en dient voor zelfverdediging.

### Palingen
Het bloed van de paling bevat een ichthyotoxine; een stof die giftig is voor vissen (ichthyo = vis, toxine = giftig). Voor zoogdieren als de mens is het hemolitische vergif beperkt schadelijk, het veroorzaakt bij oppervlakkig contact met de ogen een bijtend gevoel en een tijdelijk verlies aan helder zicht.
- onder andere Kongeraal, voor de mens is de zeepaling potentieel gevaarlijk, omdat er vermeldingen van ciguatera-vergiftiging zijn geweest.

## Slakken
- Conidae. Deze slakken jagen en verdoven hun prooi door gebruik te maken van een radula met gif (neurotoxine); deze radula wordt als een harpoen uit de mond geschoten.

## Zeesterren
- Doornenkroon, als mensen op de stekels trappen kunnen zij pijnlijke verwondingen oplopen. De pijn kan uren duren en soms gepaard gaan met misselijkheid en braken. Het gebied rond de wond krijgt een donkerblauwe kleur en zwelt op. Deze zwelling kan dagen voortduren.

## Zee-egels
- Diadeemzee-egel, als mensen op de giftige lange stekels trappen, zal dit een hevige pijn veroorzaken. Verder breken de stekels af en kunnen ze achterblijven in de voetzool.

## Geleedpotigen

### Duizendpotigen
- onder andere Miljoenpoten, Ze kunnen niet bijten of steken maar veel soorten scheiden irriterende vloeistoffen of giftige gassen als blauwzuur uit om vijanden te verjagen of parasieten te doden
- onder andere Duizendpoten, Nederlandse soorten zijn ongevaarlijk maar kunnen wel bijten, de beet voelt aan als een wespensteek. Tropische soorten zijn soms giftig en door de histamine-achtige stoffen die ze inbrengen wordt het immuunsysteem aangevallen en een allergische reactie opgewekt waardoor zwellingen en koorts kunnen optreden.

### Vlinders
- Eikenprocessierups, de stoffen die van de haren afkomen veroorzaken een op allergie lijkende huiduitslag, zwellingen, rode ogen en hevige jeuk, die tot twee weken kan aanhouden.
- Pachliopta hector, het gif van de aristolochia indica wordt opgeslagen in het lichaampje en geeft de vlinder een zekere mate van bescherming tegen hongerige vijanden.
- Bloeddrupjes, de vlinders hebben voor vijanden een vieze smaak, gedurende hun hele levenscyclus zijn de bloeddrupjes giftig. Het gif bestaat onder meer uit blauwzuur.

### Vliesvleugeligen
- Langtongbijen (Apidae)
  - Honingbij, heeft een LD50 van 2,8 mg/kg.
- Plooivleugelwespen
  - Gewone wesp
  - Japanse reuzenhoornaar
- Mieren
  - Pogonomyrmex, de werkers hebben het meest giftige gif van alle insecten, waarbij Pogonomyrmex maricopa de meest giftige is. Het heeft een LD50 van 0,12 mg/kg.

### Spinachtigen
- Schorpioenen, alle soorten zijn giftig, maar veruit de meeste zijn niet gevaarlijk voor de mens, er zijn maar enkele tientallen dodelijk voor de mens, en zeker niet bij elke steek.
  - Vijfstreepschorpioen, is een van de giftigste schorpioenen ter wereld.
- Vogelspinnen
  - onder andere Grammostola pulchra
  - onder andere Mexicaanse roodknievogelspin, injecteren met hun kaken (cheliceren) een verterend gif in de prooi waardoor deze verlamd raakt. Dit gif is voor mensen wel pijnlijk maar niet gevaarlijk, en is qua pijn meestal vergelijkbaar met een bijen- of wespensteek. In zeldzame gevallen vertoont een beet, net als bij een wespensteek, een duidelijke allergische reactie of zeer zelden een anafylaxie die fataal kan aflopen.
- Kamspinnen
  - onder andere Braziliaanse zwerfspin, is een erg gevaarlijke soort die zeer giftig is maar bovendien bekendstaat als zeer agressief en bijzonder snel; de spin kan ook sprongen maken. Het krachtige gif kan al bij een dosis van 0,3 microgram per kilo lichaamsgewicht dodelijk zijn. Het gif heeft een neurotoxische werking en verlamt uiteindelijk de ademhalingsspieren wat tot verstikking leidt. Het tegengif moet vrijwel direct toegediend worden omdat de dood al zes uur na de beet kan intreden.
- Kogelspinnen
  - onder andere weduwen, alle soorten die behoren tot dit geslacht zijn uiterst giftig, maar niet agressief.
    - onder andere zwarte weduwe, de beet wordt aanvankelijk nauwelijks gevoeld maar gaat na enige minuten hevig pijn doen en kan dan gepaard gaan met andere ziekteverschijnselen. Een fatale afloop is wel beschreven hoewel dit geenszins zo vaak voorkomt als in media wordt gesteld.
- Trechterspinnen
  - onder andere Atrax robustus, is een trechterspin die als een van de meest giftige spinnen bekend staat.
- Vioolspinnen, is een familie van giftige spinnen. Bij een beet van een van deze soort spinnen sterft het weefsel af.
  - onder andere vioolspin, is een van de giftigste spinnen en is erg berucht in de Verenigde Staten waar de spin voorkomt.
- Wolfspinnen
  - onder andere tarantula's

### Kevers
- Spaanse vlieg
- Choresine, produceert gif (batrachotoxine) als afweermechanisme.
- Diamphidia (D. nigro-ornata en D. vittatipennis), de kever, in de vorm van sap uit de poppen ervan, wordt door de San (bosjesmannen) gebruikt om pijlpunten mee te vergiftigen. Het gif heeft een LD50 van ongeveer 0,005-0,02 mg/kg.

## Zoogdieren

### Cloacadieren
Samen met enkele soorten spitsmuizen en de solenodons, die giftige speekselklieren hebben, zijn de cloacadieren de enige giftige zoogdieren.
- Vogelbekdier, mannelijke vogelbekdieren hebben aan beide achterpoten sporen waarmee ze gif kunnen injecteren.

### Solenodons
Agouta's hebben giftig speeksel, en waarschijnlijk geldt hetzelfde voor de andere solenodons.
- Agouta, de agouta is een van de weinige giftige zoogdieren.

### Mollen
Heeft een gif in zijn speeksel wat wormen kan verdoven.

### Spitsmuizen
Spitsmuizen zijn giftig: hun speekselklieren scheiden een giftige substantie uit
- onder andere waterspitsmuis, de waterspitsmuis heeft giftig speeksel. Dit wordt vooral gebruikt om grotere prooidieren als vissen en kikkers te verlammen.

### Loriachtigen
- Grote plompe lori, alle Nycticebus soorten produceren een gif in de klieren aan de binnenkant van hun ellebogen.

## Vogels
- Pitohui, deze vogel bezit als afweer batrachotoxine, een gifstof die bekend is van pijlgifkikkers uit Midden- en Zuid-Amerika.
- Ifrita kowaldi, is drager van batrachotoxine.
- Colluricincla megarhyncha, is drager van batrachotoxine.